# Miss Univers 1962

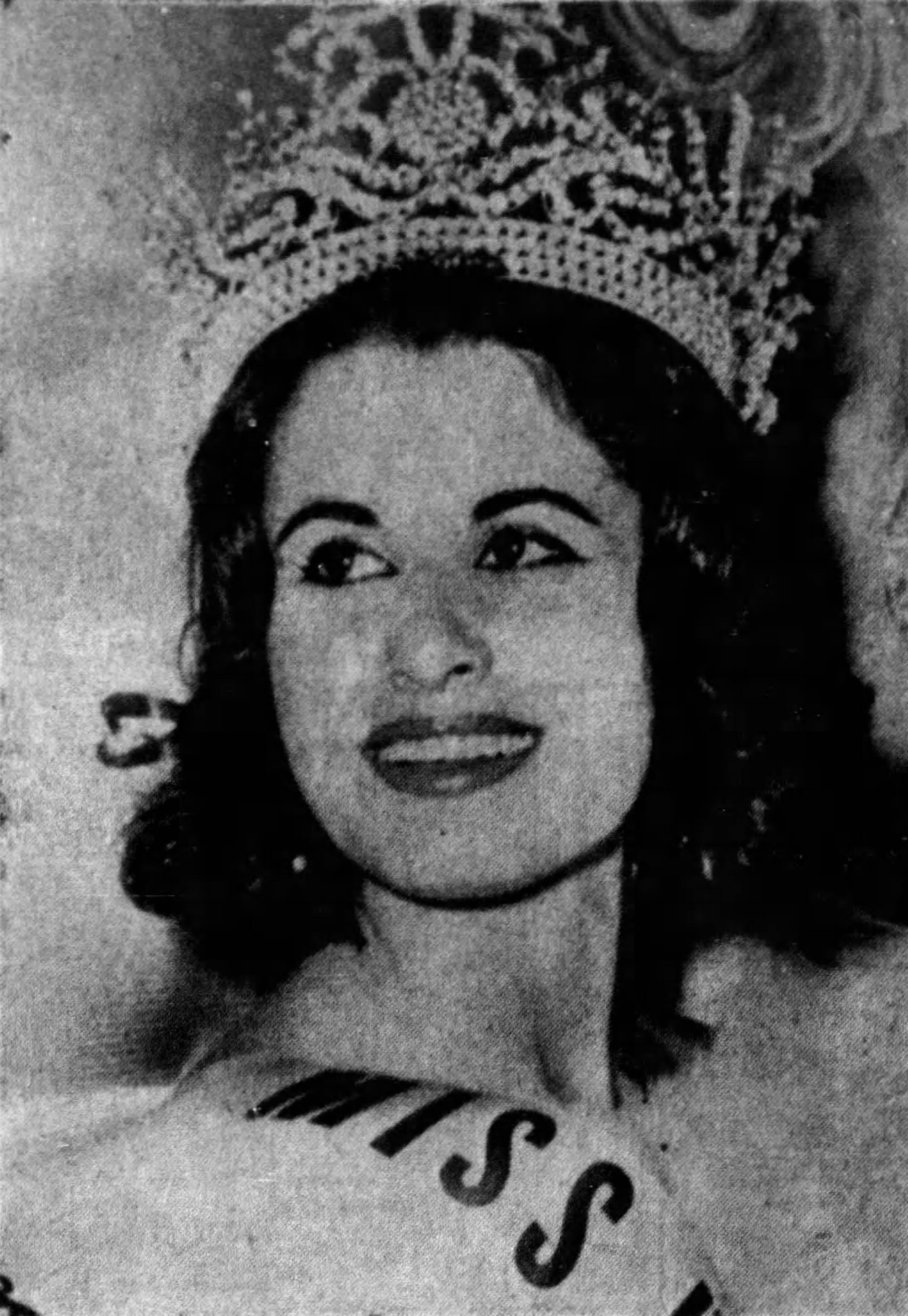
Norma Nolan en 1962.

Miss Univers 1962, 11e édition du concours de Miss Univers a lieu le 14 juillet 1962, au Miami Beach Auditorium, à Miami Beach, Floride, États-Unis. 
Norma Nolan, Miss Argentine, âgée de 24 ans, remporte le prix.

## Résultats
| Classement final  | Candidates |
| ----------------- | --- |
| Miss Univers 1962 | - Argentine - Norma Nolan |
| 1re dauphine      | - Islande - Anna Geirsdóttir |
| 2e dauphine       | - Finlande - Anja Aulikki Järvinen |
| 3e dauphine       | - Taïwan - Helen Liu Shiu-Man |
| 4e dauphine       | - Brésil - Maria Olívia Rebouças |
| Top 15            | - Autriche - Christa Linder - Canada - Marilyn McFatridge - Colombie - Olga Lucía Botero Orozco - Angleterre - Kim Carlton - Haïti - Evelyn Miot - Israël - Yehudit Mazor Rounik - Corée du Sud - Seo-Bum-Joo - Liban - Nouhad Cabbabe - Nouvelle-Zélande - Lesley Margaret Nichols - États-Unis - Macel Wilson |

## Prix spéciaux
| Prix                      | Candidates                                                                        |
| ------------------------- | --------------------------------------------------------------------------------- |
| Miss Congénialité         | - République dominicaine - Sara Olimpia Fórmeta - Pays de Galles - Hazel Williams |
| Miss Photogénique         | - Angleterre - Kim Carlton                                                        |
| Meilleur costume national | - Angleterre - Kim Carlton                                                        |

## Candidates
| - Argentine - Norma Nolan - Autriche - Christa Linder - Belgique - Christine Delit - Bénin - Gilette Hazoume - Bolivie - Gabriela Roca Diaz - Brésil - Maria Olívia Rebouças Cavalcanti - Canada - Marilyn McFatridge - Ceylan - Yvonne D'Rozario - Taïwan - Helen Liu Shiu Man - Colombie - Olga Lucía Botero Orozco - Costa Rica - Helvetia Albonico - Cuba - Aurora Prieto - République dominicaine - Sara Olimpia Fórmeta - Équateur - Elaine Ortega Hougen - Angleterre - Kim Carlton - Finlande - Anja Aulikki Järvinen - France - Sabine Surget - Allemagne - Gisela Karschuck - Grèce - Kristina Apostolou - Pays-Bas - Marianne van der Hayden - Haïti - Evelyn Miot - Hong Kong - Shirley Pon - Islande - Anna Geirsdóttir - Irlande - Josie Dwyer - Israël - Yehudit Mazor Rounik | - Italie - Isa Stoppi - Japon - Kazuko Hirano - Corée du Sud - Seo Bun-joo - Liban - Nouhad Cabbabe - Luxembourg - Fernande Kodesch - Malaisie - Sarah Alhabshee Abdullah - Maroc - Ginette Buenaventes - Nouvelle-Zélande - Leslie Margaret Nichols - Norvège - Julie Ege - Paraguay - Corina Rolon Escuariza - Pérou - Silvia Ruth Dedeking - Philippines - Josephine Brown Estrada - Porto Rico - Ana Celia Sosa - Écosse - Vera Parker - Afrique du Sud - Lynette Gamble - Espagne - Conchita Roig Urpi - Suède - Monica Rågby - Suisse - Francine Delouille - Tahiti - Katy Bauner - Turquie - Behad Gulay Sezer - Uruguay - Nelly Pettersen Vasigaluz - États-Unis - Macel Leilani Wilson - Venezuela - Virginia Bailey Lazzari - Îles Vierges - Juanita Morell - Pays de Galles - Hazel Williams |

## Juges
| - Edilson Cid Varela - Gloria Haven - Abe Issa - Jyun Kawachi - Chang Key-Young | - Serge Mendjisky - Russell Patterson - Fernando Restrepo Suárez - Earl Wilson |